# Shuitai
Shuitai (kinesiska: 水台) är en köping i sydöstra Kina. Den ligger i Xinxing härad i staden Yunfu i provinsen Guangdong, omkring 100 kilometer sydväst om provinshuvudstaden Guangzhou. Antalet invånare är 13 953. Befolkningen består av 6 490 kvinnor och 7 463 män. Barn under 15 år utgör 19,0 %, vuxna 15-64 år 70 %, och äldre över 65 år 9,0 %.